# Пастернак армянский
Пастернак армянский (лат. Pastinaca armena) — многолетнее травянистое растение, вид рода Пастернак (Pastinaca) семейства Зонтичные (Apiaceae).
Встречается в горах Кавказа. Растёт на субальпийских и альпийских лугах, на полянах, в горных лесах до высоты 3000 м.

## Ботаническое описание
Корень вертикальный или восходящий.
Стебель прямой, угловато-ребристый, немного ветвистый, слегка опушенный рассеянными мягкими волосками, 20—60 см высотой.
Нижние стеблевые и прикорневые листья на черешках, значительно короче пластинки, верхние листья более мелкие и менее рассечённые.
Соцветия — зонтики с шероховато опушенными неравными лучами, общая обёртка отсутствует.
Плоды голые или слегка опушенные, широкояйцевидные с тремя нитевидными спинными и крыловидно расширенными боковыми рёбрами.
Цветёт в июле—августе.

## Значение и применение
В плодах содержится 0,16—0,25 % эфирного масла с запахом октилового спирта.
Плоды испытаны и одобрены в качестве пряности при обработке рыбы.